# Waco CG-4
Вако CG-4 (англ. Waco CG-4) — американський військово-транспортний планер часів Другої світової війни.